# Pedro (retor)
Pedro (em latim: Petrus) foi um conhecido retor romano do século IV de César Augusta (atual Saragoça), na Espanha. Foi citado em 355, momento em que o Império Romano estava sendo governado por Constâncio II (r. 337–361).